# Сапата, Робинсон
Робинсон Сапата Монтаньо (исп. Róbinson Zapata Montaño; 30 сентября 1978, Флорида, Колумбия) — колумбийский футболист, игравший на позиции вратаря. Выступал за сборную Колумбии.

## Клубная карьера
Сапата начал профессиональную карьеру в клубе «Америка Кали». В 1998 году он дебютировал в Кубке Мустанга. Спустя два года Робинсон помог клубу выиграть чемпионат. В том же сезоне он присоединился к клубу «Реал Картахена», в составе которого Сапата забил семь голов, в основном реализуя пенальти. В 2002 году Робинсон вновь вернулся в «Америку». В 2004 году он переехал в Аргентину, где безуспешно пытался закрепиться в роли основного вратаря «Росарио Сентраль» и «Индепендьенте». В 2005 году Сапата перешёл в «Бельграно», где смог получать регулярную игровую практику. В 2006 году Робинсон вернулся на родину, где в составе «Кукута Депортиво» во второй раз стал чемпионом страны. Летом 2007 года он перешёл в румынский «Стяуа», подписав контракт на четыре года. Сумма трансфера составила 500 тыс. евро. В первом же сезоне Сапата помог команде занять второе место в чемпионате Румынии. После успешных выступлений в Румынии, Робинсон перешёл в турецкий «Галатасарай», подписав контракт на полтора года. 6 февраля 2011 года в матче против «Эскишехирспора» он дебютировал в турецкой Суперлиге.
Летом того же года Робинсон вернулся в Колумбию, став игроком «Депортиво Перейра». 29 августа в матче против «Ла Экидад» он дебютировал за новую команду. В начале 2012 года Сапата перешёл в «Рионегро Агилас». 4 февраля в поединке против «Атлетико Насьональ» Робинсон дебютировал за новый клуб.
В начале следующего сезона Сапата перешёл в «Мильонариос». 2 марта в поединке против «Бояка Чико» он дебютировал за новую команду. По окончании года Робинсон покинул «Мильонариос» и подписал соглашение с «Санта-Фе». 1 февраля 2014 года в матче против «Форталеса Сипакира» он дебютировал за новый клуб. В том же сезоне Сапата стал чемпионом Колумбии. 31 января 2016 года в поединке против «Бояка Чико» он забил свой первый гол за «Санта-Фе», реализовав пенальти.

## Международная карьера
В 2007 году Сапата принял участие в Кубке Америки в Венесуэле. 6 июля в матче против США он дебютировал за сборную Колумбии.
Летом 2016 года Робинсон во второй раз принял участие в Кубке Америки в США. На турнире он сыграл в матче против команды Коста-Рики.

## Достижения
Командные
 «Америка Кали»
- Чемпионат Колумбии — 2000

 «Кукута Депортиво»
- Чемпионат Колумбии — Финалисасьон 2006

 «Санта-Фе»
- Чемпионат Колумбии — Финалисасьон 2014

Международные
 Колумбия
- Кубок Америки — 2016